# Emma Nevada
Emma Nevada, née Wixom, le 7 février 1859 à Alpha, California (en) et morte le 20 juin 1940 près de Liverpool, est une soprano américaine, particulièrement connue pour ses prestations dans les opéras de Bellini et de Donizetti et des compositeurs français Ambroise Thomas, Charles Gounod, et Léo Delibes. Considérée comme l'une des plus belles voix de sopranos colorature de la fin du 19e et du début du 20e siècles, ses rôles les plus célèbres sont Amina dans La sonnambula, et les rôles-titres dans Lakmé, Mignon, Mireille, et Lucia di Lammermoor.

## Biographie
Emma Nevada est née à  Alpha, en Californie, fille du Dr William Wallace Wixom, qui était le médecin de la mine d'or du camp et de Maria O'Boy-Wixom. Elle passe sa petite enfance à proximité de Nevada City, à partir duquel elle a pris son nom de scène, avant que la famille ne déménage à Austin, Nevada,  où une nouvelle mine d'argent a ouvert. Elle est une linguiste douée qui a appris la langue des signes et parle Paiute, Washo et Shoshone, elle étudie l'espagnol, l'italien, le français et l'allemand au Mills College en Californie, ainsi que la musique. Elle fait ensuite des études de chant durant trois ans à Vienne avec Mathilde Marchesi avant de faire ses débuts sur scène au Théâtre de Sa Majesté à Londres dans le rôle d'Amina dans La sonnambula, le 17 mai 1880. Elle est une adepte de l'escrime et pratique également le maniement des Indian club (en) pour maintenir son endurance physique nécessaire chanter l'opéra.
Elle fait ses débuts à La Scala de Milan en 1881 et à l'Opéra-Comique de Paris en 1883, elle chante Zora dans La Perle du Brésil  de Félicien-César David. En 1884, elle tourne aux États-Unis avec la compagnie de James Henry Mapleson (en), ensuite elle retourne en Europe, où elle continue à chanter dans les plus grands opéras et salles de concert. La tournée Mapleson est la seule fois où elle chante l'opéra sur les scènes de son pays natal, même si elle retourne aux États-Unis pour des tournées de concerts en 1885, 1899, 1901. Pablo Casals est l'un des musiciens du trio qui l'accompagne dans les concerts de 1901.

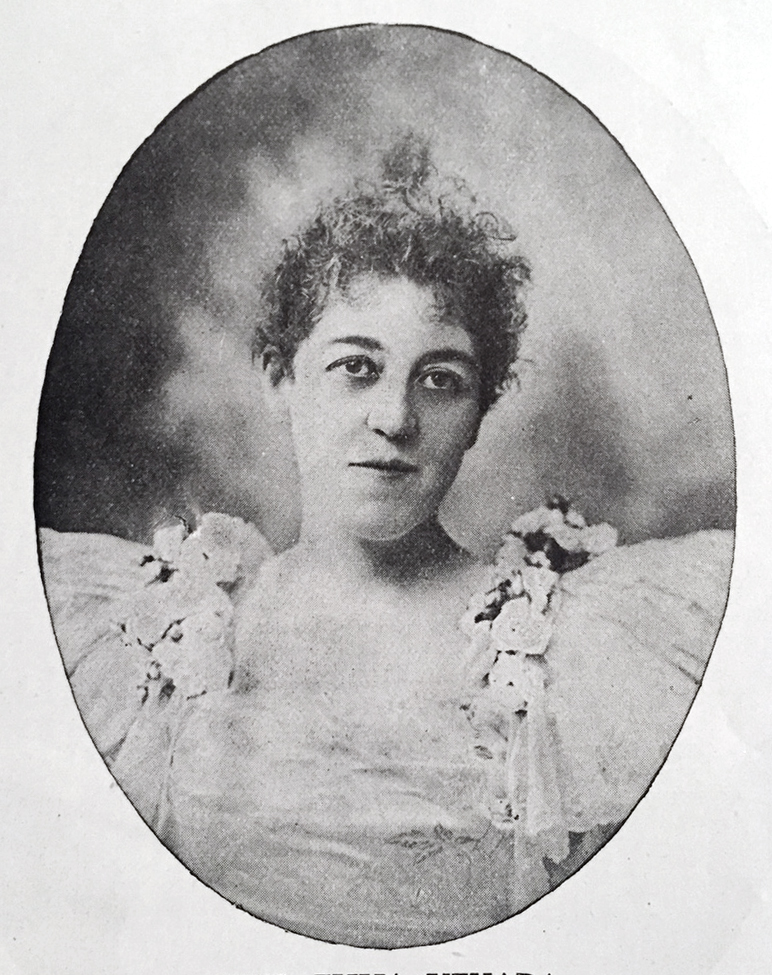
Emma Nevada, 1899.

En octobre 1885, elle épouse Raymond Palmer, un médecin anglais, qui devient son manager. Le mariage a  lieu à Paris avec Ambroise Thomas comme témoin. Le couple s'installe à Paris et a une fille, Mignon, qui est également devenue une chanteuse d'opéra sous le nom de scène de Mignon Nevada. Son parrain et sa marraine sont Ambroise Thomas et Mathilde Marchesi
En 1897, Nevada fait partie de ceux qui sont invités à se produire au « State Jubilee Concert » au palais de Buckingham,..
Son dernier spectacle est Lakmé à Berlin en 1910, après elle se retire de la scène et enseigne le chant en Angleterre. Emma Nevada est morte près de Liverpool, à l'âge de 81 ans.
Un médaillon avec son portrait, ainsi que ceux de Giuditta Pasta et Maria Malibran, orne le monument Bellini à Naples.